# Poliomatíneos
Os poliomatíneos (Polyommatinae) são uma subfamília de borboletas pertencente às Lycaenidae constituída por quatro tribos: Candalidini (3 géneros), Lycaenesthini (2 géneros), Niphandini (1 género) e a tribo com um maior número de géneros, Polyommatini (116 géneros).